# Лома
Лома (лоома) — народ на северо-западе Либерии (графство Лофа) и юго-востоке Гвинеи (префектура Масента). Численность до 320 тыс. человек, в том числе около 180 тыс. человек (по другим данным — 230 тыс. человек) в Либерии и 140 тыс. человек в Гвинее. К лома близки по языку и культуре банди. Внутри лома выделяются субэтнические группы: гизима, вубома, зиема, булюиема, кона, векема, уйема, коима. Бунде (гбунде, кимбузи) иногда рассматриваются как отдельный этнос.

## Язык
Язык лоома вместе с зиало, банди, менде, локо и кпелле входит в юго-западную группу семьи манде нигеро-конголезской макросемьи. Диалектное членение в основном совпадает с делением на субэтнические группы. В 1930-х годов либерийские лома создали оригинальное слоговое письмо. Ныне и в Либерии, и в Гвинее применяется латинский алфавит, в Гвинее предпринимаются попытки возрождения слогового письма.

## Вероисповедание
До 3 % Лома в Гвинее и до 20 % в Либерии — христиане (главным образом протестанты), до 6 % гвинейских Лома — мусульмане-сунниты, остальные придерживаются традиционных верований.

## Происхождение
Лома возводят своё происхождение к пришельцам с севера (Мусаду, район Конья), переселившимся в 16 веке во время «„вторжения мани“».

## Хозяйство
Основа хозяйства — переложное подсечно-огневое земледелие (рис, маниок, а также фонио, кукуруза, сорго, батат, арахис; собирают плоды масличной пальмы, дынного дерева, бананы). Держат птицу и мелкий скот, гвинейские Лома — иногда коров. Традиционные ремёсла — ткачество, плетение, гончарство, кузнечество, резьба по дереву. Поселения насчитывают до 100 человек. Жилища круглые с конусовидной крышей из листьев пальмы рафия. В центре поселения — большой «„дом для бесед“».

## Семейно-родственные особенности
Патрилинейная большая семья имеет общее имя и пищевой запрет. Между людьми, имеющими общий пищевой запрет, браки обычно запрещены. Брак патрилокальный, распространена полигиния. Тайные общества Поло, или Поро (мужское), и Санде, или Занде (женское), характеризуются жёсткими инициационными обрядами, распространяют своё влияние и на соседние народы. Обряды тайных обществ сопровождаются появлением масок, танцами, проводятся в священных рощах в стороне от деревень.

## Одежда
Традиционно лома ходили обнажёнными или в набедренных повязках. Современная одежда — результат влияния манинка и американолиберийцев.

## Пища
Пища — каши, похлёбки с пальмовым маслом и приправами; употребляют в пищу все доступные виды мяса, в том числе крыс, улиток и т. д.
В прошлом практиковали ритуальный каннибализм.